# Massa Martana
Massa Martana – miejscowość i gmina we Włoszech, w regionie Umbria, w prowincji Perugia.
Według danych na rok 2004 gminę zamieszkiwało 3537 osób, 45,3 os./km².